# السين (نهر)

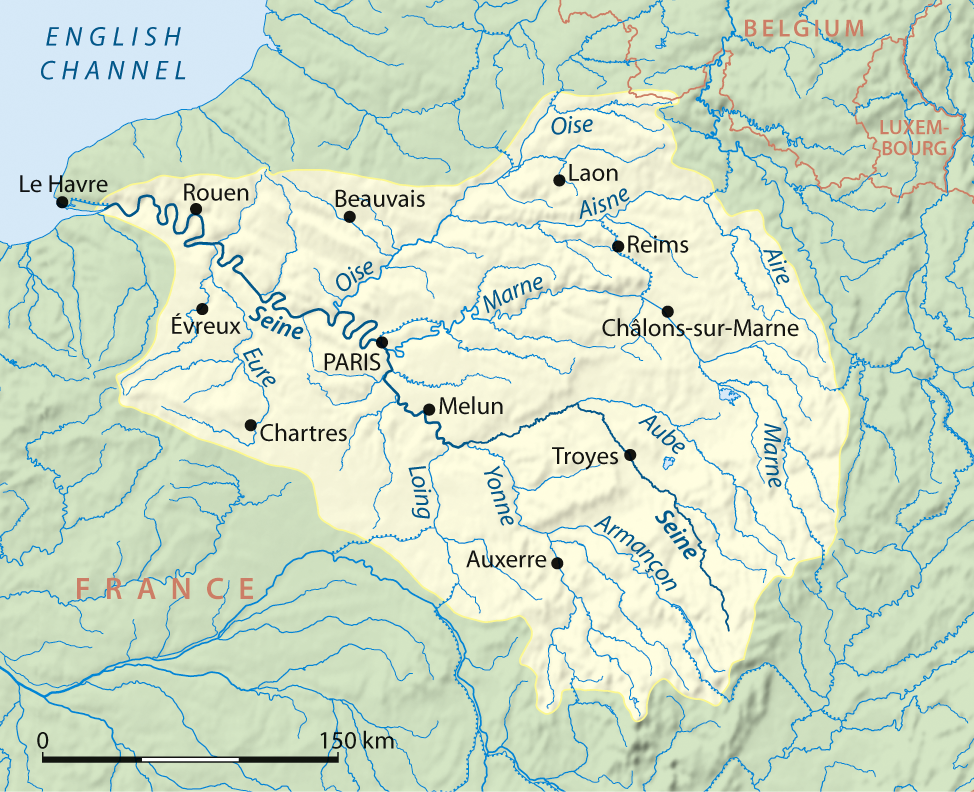
حوض نهر السين

السين (بالفرنسية: Seine)‏ هو نهر رئيسي في شمال فرنسا، وأحد طرق النقل المائية التجارية. كما أنه مصدر جذب سياحي، وبالذات في مدينة باريس التي يمر عبرها. طول النهر 777 كيلومتراً ويمتد النهر لمسافة 29 كم شمال غرب ديجون ومن هناك يجري في مسار ملتوي لحوالي 764 كم اتجاه الشمال الغربي إلى مصبه في القنال الإنجليزي بالقرب من مدينة لوهافر وعلى حوالي 378 كم من منبعه يصبح نهر السين نهراً عريضاً يخترق وسط باريس ويربط نهر السين بأنهار أوب ومارن ويون وأواس وتربط القنوات المائية نهر السين بأنهار اللوار والرون والراين والميوز وشيلدي ويمكن للقوارب أن تبحر به لمسافة 547 كم.

## السدود ومراقبة الفيضانات
منذ عام 1950، بُنيت أربعة سدود كبيرة على نهر السين وروافده يون ومارن وأوب. تساعد هذه السدود في الحفاظ على ثبات مستوى سطح النهر عبر المدينة، ولكنها غير قادرة على الحد من الزيادات الكبيرة في مستوى النهر خلال فترات الجريان الشديد. هذه السدود هي بحيرة دوريون وبحيرة سيتون وبحيرة دير شانتكوك وأوزون تمبل وأمانس.

### فيضان
في يناير 1910، ارتفع منسوب المياه، ونتج عن ذلك فيضانات واسعة النطاق في جميع أنحاء مدينة باريس. ارتفع مستوى نهر السين مرة أخرى إلى مستويات مهددة في الأعوام 1924، و1955، و1982، و1999-2000، ويونيو 2016، ويناير 2018. بعد التحذير من فيضان من الدرجة الأولى في عام 2003، نُقل نحو 100,000 عمل فني من باريس، في أكبر عملية نقل للأعمال الفنية منذ الحرب العالمية الثانية. جرى الاحتفاظ بالكثير من الأعمال الفنية في باريس في غرف تخزين تحت الأرض التي كانت ستغمرها المياه.
ذكر تقرير حكومي فرنسي في عام 2002 أن سيناريو أسوأ فيضان لنهر السين سيكلف 10 مليارات يورو، ويقطع خدمة الهاتف عن مليون شخص في باريس، ويترك 200,000 شخص دون كهرباء و100,000 دون غاز.

### فيضان باريس 2018
في يناير 2018، فاض نهر السين مرة أخرى، ووصل مستوى الفيضانات إلى 5.84 مترًا (19 قدمًا و2 بوصة) في 29 يناير. أُصدر تحذير رسمي في 24 يناير باحتمال أن تتسبب الأمطار الغزيرة بفيضان النهر. بحلول 27 يناير، ارتفع منسوب المياه في النهر. حذرت نائب عمدة باريس، كولومب بروسيل، من أن الأمطار الغزيرة كانت نتيجة لتغير المناخ. وأضافت: «علينا أن ندرك أن تغير المناخ ليس مجرد كلمة، بل هو حقيقة».

## جودة المياه

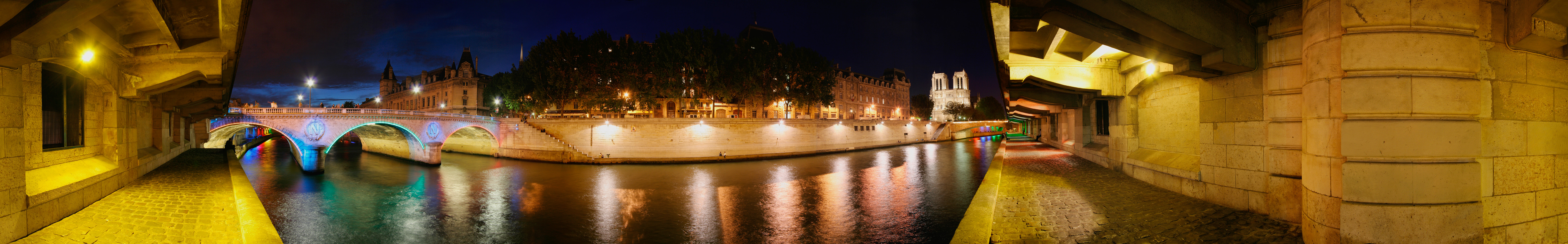
صورة بانورامية بزاوية 180 درجة لنهر السين في باريس بالقرب من جسر سان ميشيل على اليسار وكاتدرائية نوتردام على اليمين.

بسبب التركيز العالي للصناعة والزراعة والتجمعات السكانية في باريس والمناطق المحيطة بها، يشهد حوض نهر السين أعلى تأثيرات بشرية من أي حوض هيدروغرافي في فرنسا. مقارنة بمعظم الأنهار الأوروبية الكبيرة الأخرى، تُعتبر قدرة نهر السين على تخفيف تأثير مياه الصرف الصحي الحضري وجريان المزارع منخفضة جدًا. تُعد مستويات الأكسجين المنخفضة والتركيزات العالية من الأمونيا والنترات والبكتيريا البرازية، الممتدة من باريس إلى المصب، من المشكلات القائمة منذ أكثر من قرن. شهدت ستينيات القرن العشرين بداية زيادة التلوث الزراعي بسبب استخدام الأسمدة النيتروجينية والتغيرات في استخدام الأراضي التي كانت مرتبطة بنمو السكان. انتشرت الصناعات الثقيلة بالقرب من باريس وعلى طول نهر الأويز والتي كانت تتخلص من مياه الصرف غير المعالجة في النهر منذ بداية القرن التاسع عشر، ما تسبب في تراكم السموم التي لم يجرِ التعامل معها حتى أواخر ثمانينيات القرن العشرين. صدرت قوانين فرنسية رئيسية لمعالجة جودة المياه في الأعوام 1898، و1964، و1996، و2006.
في بداية القرن العشرين، استُخدمت معظم مياه الصرف الصحي المنزلية سمادًا للأراضي الزراعية القريبة. مع زيادة عدد السكان، تجاوزت القدرة الزراعية على استيعاب تلك المياه. بدأ بناء محطات معالجة مياه الصرف الصحي على نطاق واسع في عام 1940 لحل هذه المشكلة، ومع ذلك، بحلول عام 1970، كان نحو 60% من مياه الصرف الصحي الحضرية تتدفق إلى النهر دون معالجة. أدى انخفاض نسبة الأكسجين في النهر إلى تقليل عدد أنواع الأسماك التي تعيش فيه إلى ثلاثة فقط. أدت التدابير المتخذة في أوائل العقد الأول من القرن الواحد والعشرين والمتمثلة بتوجيه مستوى المياه إلى تخفيضات كبيرة في الكربون العضوي والفوسفور والأمونيوم، ما قلل بدوره من تفاقم نمو العوالق النباتية. أدت مواصلة بناء محطات معالجة مياه الصرف الصحي واستخدام طرق معالجة جديدة إلى تحسين الظروف البيئية. في عام 2009، جرى الإعلان عن عودة سمك السلمون الأطلسي إلى نهر السين. بحلول أوائل العقد الثالث من القرن الواحد والعشرين، ارتفع عدد أنواع الأسماك التي تعيش في النهر إلى 32 نوعًا.
غالبًا ما تشهد أنظمة الصرف الصحي في باريس فشلًا يُعرف بتدفق مياه الصرف الصحي الفائضة، والذي غالبًا ما يحدث خلال فترات هطول الأمطار الغزيرة. في ظل هذه الظروف، يجري تصريف مياه الصرف الصحي السكنية والصناعية غير المعالجة إلى نهر السين لمنع التدفق العكسي. يعود ذلك بشكل كبير إلى نظام الصرف الأحادي في باريس الذي جرى العمل به في القرن التاسع عشر، والذي يجمع بين جريان الشوارع ومياه الصرف الصحي. يُعزى النقص الناتج في الأكسجين إلى البكتيريا الغريبة التي يتجاوز حجمها ميكرومترًا واحدًا. عادة ما يكون نشاط هذه البكتيريا في مياه الصرف أكبر بثلاث إلى أربع مرات من تلك الموجودة في البكتيريا المحلية. تركيزات المعادن الثقيلة في نهر السين مرتفعة نسبيًا. جرى قياس مستوى الحموضة للنهر عند بونت نوف وكانت النتيجة 8.46. مع ذلك، تحسنت جودة المياه بشكل كبير عما سبق.
في عام 2018، أُطلق برنامج تنظيف بقيمة 1.4 مليار يورو (1.55 مليار دولار) يُعرف بخطة السباحة، بهدف جعل النهر آمنًا للاستخدام خلال دورة الألعاب الأولمبية الصيفية لعام 2024. يشمل المشروع بناء حوض لتخزين مياه الأمطار وتصريفها ببطء في نظام الصرف الصحي، ما يحد من الفيضانات. تتضمن الخطط أيضًا توفير عدة مناطق للسباحة العامة بحلول عام 2025، منهيةً حظرًا دام 102 عامًا، منذ عام 1923 بسبب تلوث المياه. كانت الجهود ناجحة، إذ ارتفع عدد أنواع الأسماك من نوعين فقط إلى أكثر من 30 نوعًا. ما تزال مستويات الإشريكية القولونية أعلى بكثير من المستويات الآمنة للسباحة. لإثبات نظافة المياه، تعهدت العمدة آن هيدالغو والرئيس إيمانويل ماكرون بالسباحة في النهر.

## روافد نهر السين
روافد نهر السين مرتبة حسب التقائها به من المصدر إلى المصب:
- Ource (يسارا)
- Barse (يسارا)
- نهر أوب (يمينا)
- Yonne (يسارا)
- Loing (يسارا)
- Almont (يمينا)
- Essonne (يسارا)
- Orge (يسارا)
- Yerres (يمينا)
- نهر المارن (يمينا)
- Bièvre (يسارا)
- نهر الواز (يمينا)
- Aubette de Meulan (يمينا)
- Mauldre (يسارا)
- Vaucouleurs (يسارا)
- Epte (يمينا)
- Andelle (يمينا)
- Eure (يسارا)
- Oison (يسارا)
- Aubette (يمينا)
- Cailly (يمينا)
- Austreberthe (يمينا)
- Commerce (يمينا)
- Risle (يسارا)
- Lézarde (يمينا)

## معرض صور

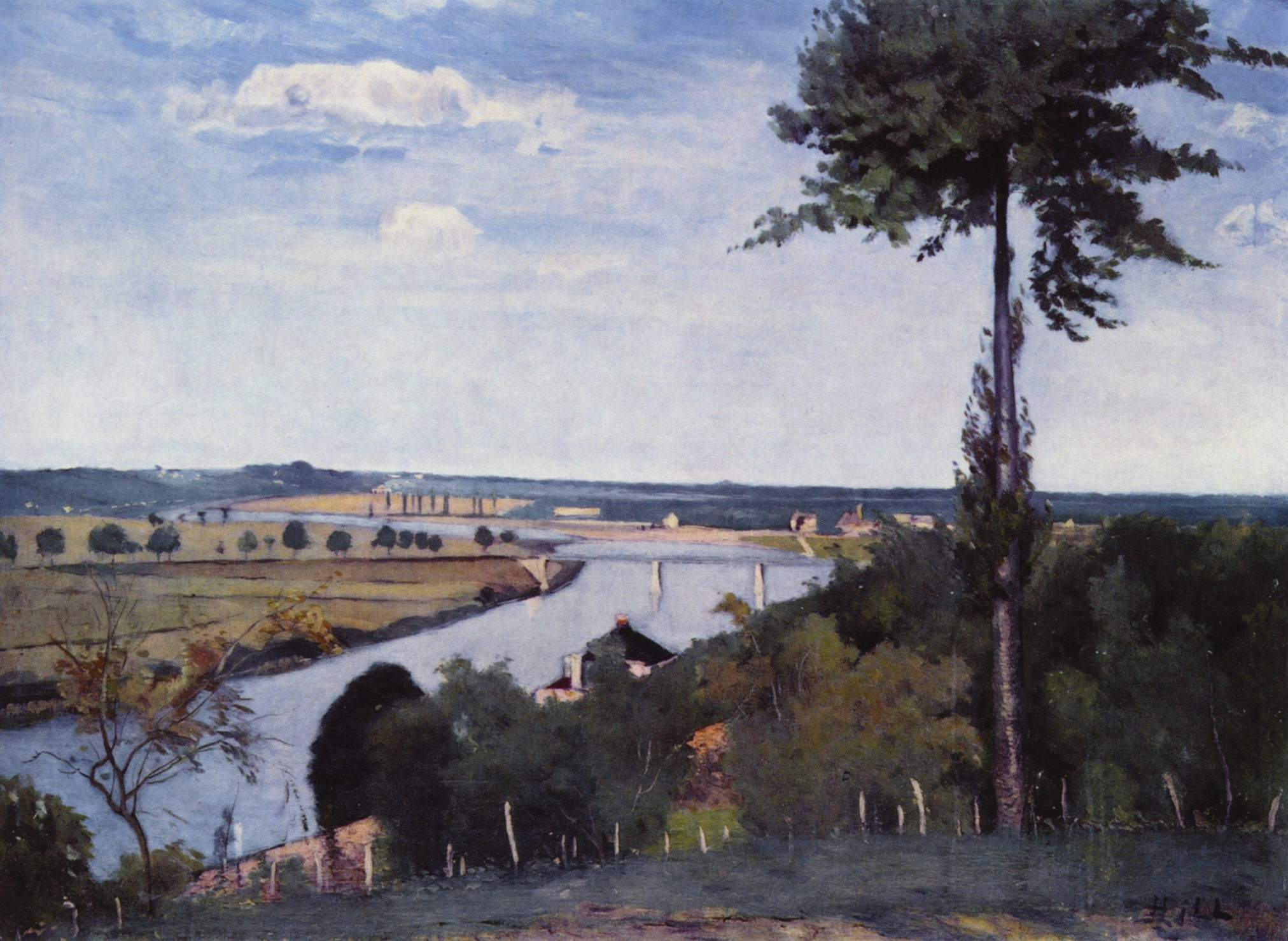
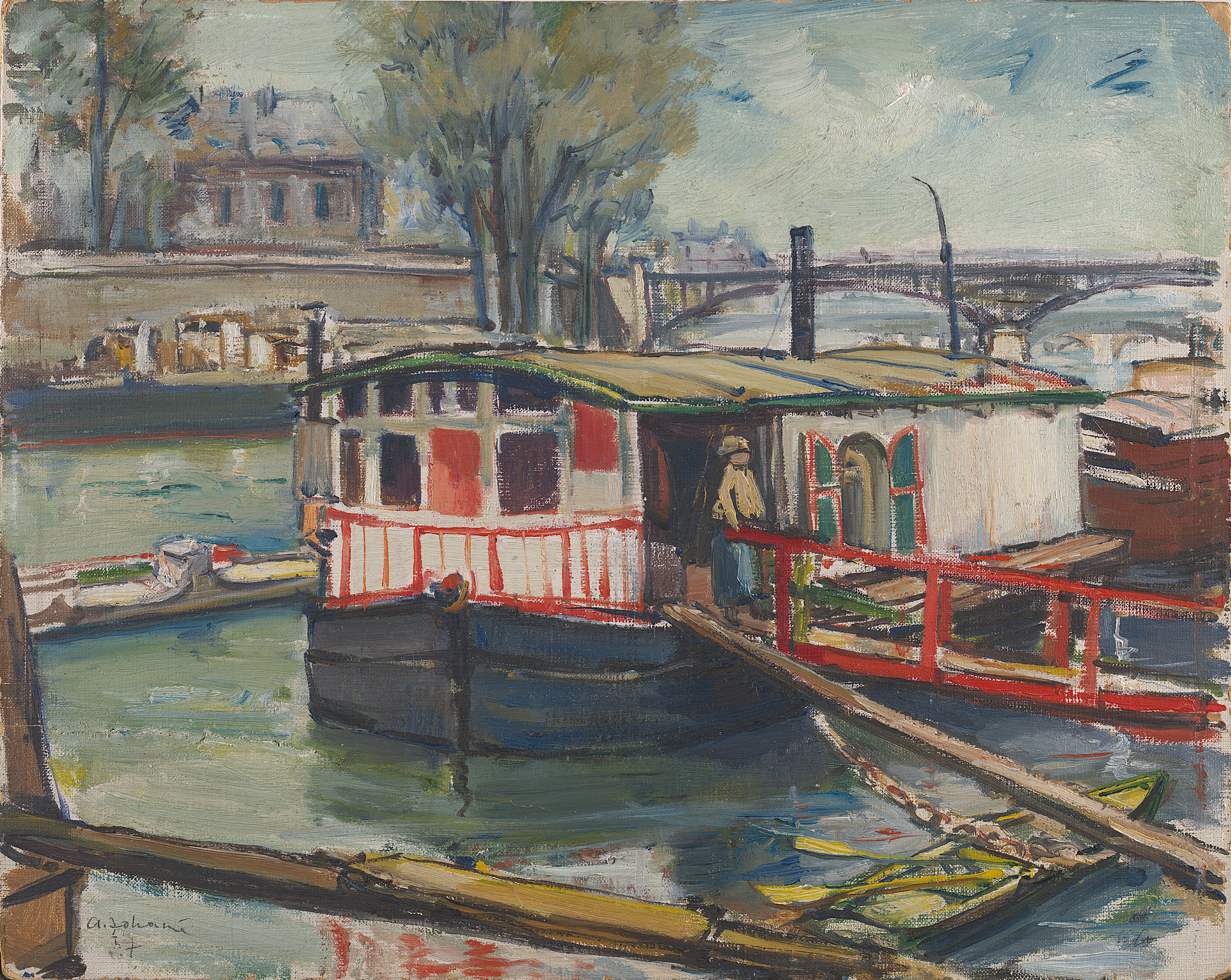
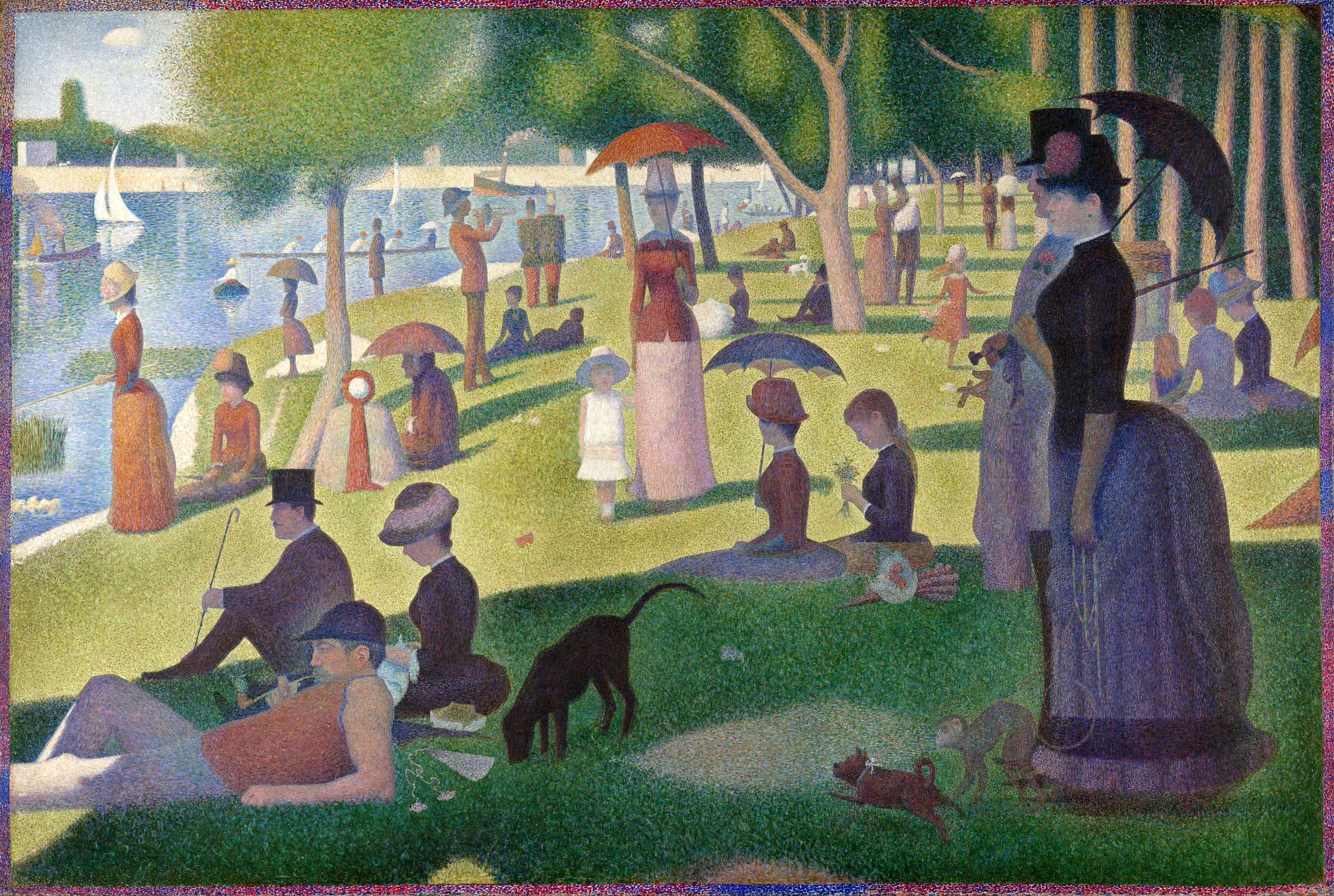
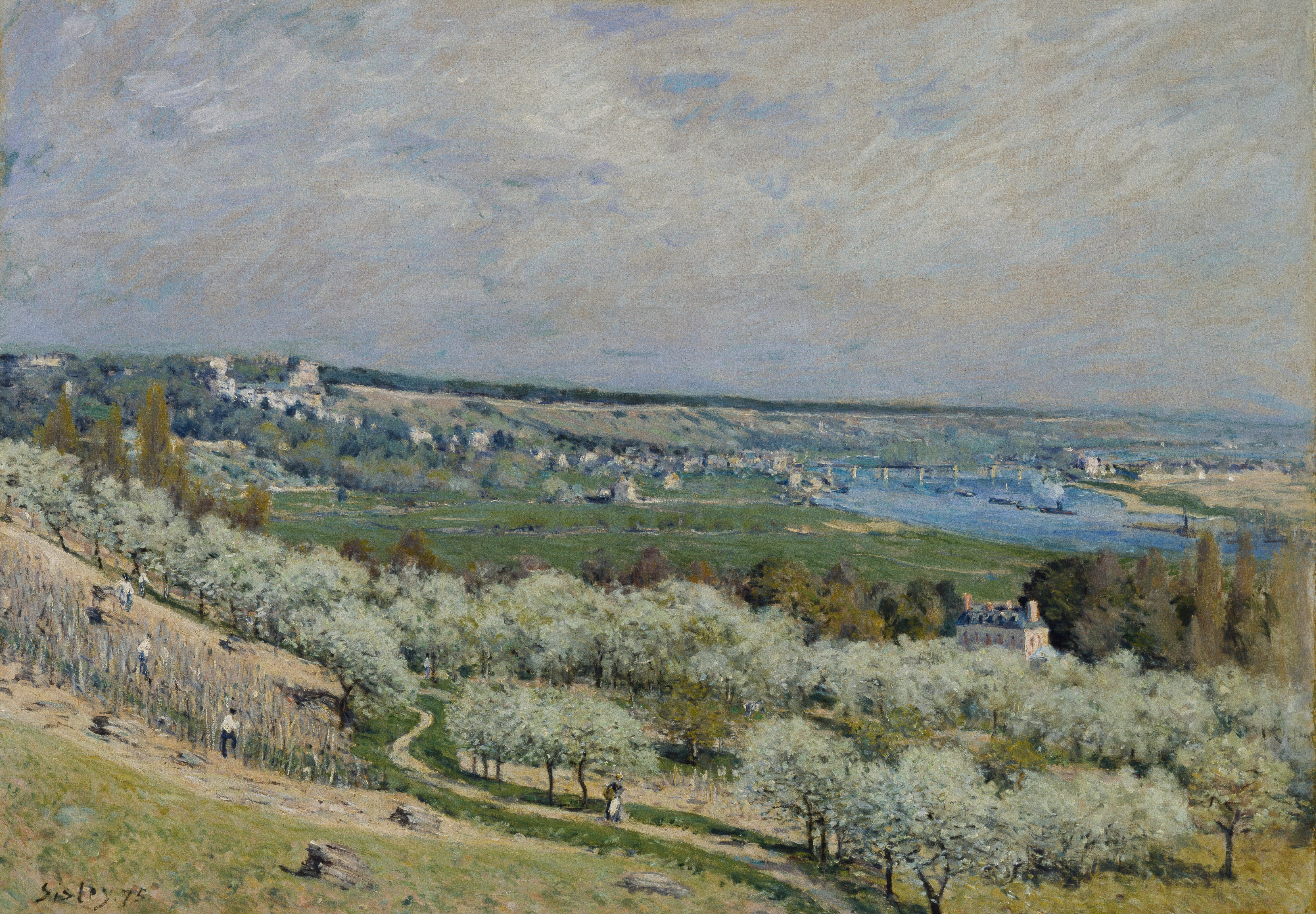